# 伊索拉-迪卡波里祖托
伊索拉-迪卡波里祖托（義大利語：Isola di Capo Rizzuto），是意大利克罗托内省的一个市镇。总面积125平方公里，人口15556人，人口密度124.4人/平方公里（2009年）。